# Иконников, Сергей Сергеевич
Серге́й Серге́евич Ико́нников (1931—2005) — советский и российский ботаник, доктор биологических наук.

## Биография
Родился С. С. Иконников в Москве 6 мая 1931 года. В 1950 году поступил на географический факультет Московского государственного университета, специализируясь как геоботаник. Во время обучения на кафедре фитоценологии у В. Н. Сукачева, параллельно прошёл полный курс ботаники на ботаническом факультете. В 1953—1954 годах проходил практику под руководством К. В. Станюковича в высокогорьях Восточного Памира. В 1955 году, после окончания МГУ, был направлен на работу на Памирскую биологическую станцию Таджикского филиала АН СССР, где проработал в течение последующих 13 лет. На этой станции прошёл путь от лаборанта до старшего научного сотрудника станции, ежегодно участвуя в экспедициях по Памиру и Бадахшану. В 1958 году Сергей Сергеевич принимал участие в Комплексной экспедиции Академии наук по поиску снежного человека, обследовал районы близ Сарезского озера.
На основе собранных экспедиционных материалов и обширного гербария в 1960 году Иконников защищает кандидатскую диссертацию на тему «Состав и анализ флоры Памира». На основе этой работы в 1963 году им была опубликована сводка «Определитель растений Памира». На Памирской биостанции по инициативе Станюковича К. В. заложил в 1970 году питомник дикорастущих растений, в который со временем вошло более 200 видов с разных высот Западного и Восточного Памира и Алая.
С 1969 года Сергей Сергеевич работал в БИН в Ленинграде, продолжая участвовать в экспедициях по горным районам Средней Азии (1976, 1979, 1981). В 1979 году опубликовал вторую свою крупную монографию «Определитель высших растений Бадахшана». В 1991 году успешно защитил докторскую диссертацию на тему «Флора Бадахшана и Памира (состав, сравнительный анализ, ботанико-географическое районирование)». Участвовал в работе редакции монографии «Флора европейской части СССР».
С. С. Иконников по собственным сборам описал много новых для науки видов из Средней Азии. Как систематик наиболее детально занимался изучением семейства Гвоздичные, им было установлено несколько родов этого семейства. Его гербарные коллекции хранятся в гербариях БИН РАН (Санкт-Петербург), Ботанического института АН Таджикистана (Душанбе), Памирского биологического института имени академика Х. Ю. Юсуфбекова АН Таджикистана (в г. Хорог и пос. Чечекты), в Гербарии географического факультета МГУ (Москва).
В середине июля 2005 года Сергей Сергеевич не вернулся после похода в лес за грибами и ягодами в деревне Шаломино Лужского района Ленинградской области. Его останки были обнаружены лишь в октябре на болоте.

## Растения, названные в честь С. С. Иконникова
- Astragalus ikonnikovii Podlech, 1988 — Астрагал Иконникова
- Aulacospermum ikonnikovii Kamelin, 2000 — Бороздоплодник Иконникова
- Elytrigia ikonnikovii Tzvelev, 2006 [= Elymus repens subsp. repens (L.) Gould, 1947] — Пырей Иконникова
- Lagotis ikonnikovii Schischk., 1955 — Лаготис Иконникова
- Linaria ikonnikovii Stasiak, 1996 — Льнянка Иконникова
- Silene ikonnikovii Lazkov, 1996 — Смолёвка Иконникова
- Taraxacum ikonnikovii Schischk., 1964 — Одуванчик Иконникова

## Некоторые публикации
- Иконников С. С. Определитель растений Памира / отв. ред. проф. И. А. Райкова. — Душанбе: Издательство АН Таджикской ССР, 1963. — 281 с. — 550 экз.
- Иконников С. С. Определитель высших растений Бадахшана / под ред. С. К. Черепанова. — Л.: Наука, Ленинградское отд., 1979. — 400 с. — 1300 экз.